# Liste der Naturdenkmale in Unterwaldhausen
| Naturdenkmale | Anzahl |
| ------------- | ------ |
| FND           | 3      |
| END           | 1      |
| Gesamt        | 4      |

Die Liste der Naturdenkmale in Unterwaldhausen nennt die verordneten Naturdenkmale (ND) der im baden-württembergischen Landkreis Ravensburg liegenden Gemeinde Unterwaldhausen. In Unterwaldhausen gibt es insgesamt vier als Naturdenkmal geschützte Objekte, davon drei flächenhafte Naturdenkmale (FND) und 1 Einzelgebilde-Naturdenkmal (END).
Stand: 1. November 2016.

## Flächenhafte Naturdenkmale (FND)
| Name                                | Bild | Kennung     | Einzelheiten    | Position | Fläche Hektar | Datum         |
| ----------------------------------- | ---- | ----------- | --------------- | -------- | ------------- | ------------- |
| Baumgruppe auf der ehem. Ratzenburg | BW   | 84360776401 | Unterwaldhausen | ⊙        | 0,0           | 13. Jan. 1939 |
| Feldhecken                          | BW   | 84360776402 | Unterwaldhausen | ⊙        | 0,0           | 25. Sep. 1940 |
| Feldhecken                          | BW   | 84360776403 | Unterwaldhausen | ⊙        | 0,0           | 25. Sep. 1940 |
| Legende für Naturdenkmal            |      |             |                 |          |               |               |

## Einzelgebilde (END)
| Name                     | Bild | Kennung     | Einzelheiten    | Position | Fläche Hektar | Datum         |
| ------------------------ | ---- | ----------- | --------------- | -------- | ------------- | ------------- |
| Birkenallee              | BW   | 84360776404 | Unterwaldhausen | ⊙        | 0,0           | 25. Sep. 1940 |
| Legende für Naturdenkmal |      |             |                 |          |               |               |